# Happily Ever After
Happily Ever After — компіляція, випущена на двох вінілових дисках та містить в собі два альбоми гурту The Cure — Faith (1981) і Seventeen Seconds (1980) та випущена лише в США.

## Список композицій

### Диск перший
1. A Reflection
2. Play For Today
3. Secrets
4. In Your House
5. Three
6. The Final Sound
7. A Forest
8. M
9. At Night
10. Seventeen Seconds

### Диск другий
1. The Holy Hour
2. Primary
3. Other Voices
4. All Cats Are Grey
5. The Funeral Party
6. Doubt
7. The Drowning Man
8. Faith

## Склад гурту
- Роберт Сміт — гітара, вокал, клавішні
- Лоуренс Толхерст — ударні
- Саймон Геллап — бас-гітара
- Метью Хартлі — клавішні